# Кім Хіршовіц
Кім Хіршовіц (фін. Kim Hirschovits; 9 травня 1982, м. Варкаус, Фінляндія) — фінський хокеїст, центральний нападник. Виступає за «Кярпят» (Лійга).
Вихованець хокейної школи ГІФК (Гельсінкі). Виступав за ГІФК (Гельсінкі), «Чикаго Стіл» (ХЛСШ), «Йокеріт» (Гельсінкі), ХК «Тімро», «Торпедо» (Нижній Новгород), «Лулео», «Динамо» (Мінськ), «Еспоо Блюз».
В чемпіонатах Фінляндії — 689 матчів (141+302), у плей-оф — 72 матчів (10+18). В чемпіонатах Швеції — 91 матч (19+30).
У складі національної збірної Фінляндії учасник EHT 2007, 2008 і 2009. У складі молодіжної збірної Фінляндії учасник чемпіонату світу 2002.
Досягнення
- Срібний призер чемпіонату Фінляндії (2007), бронзовий призер (2004)
- Бронзовий призер молодіжного чемпіонату світу (2002).